# Émile Gentil

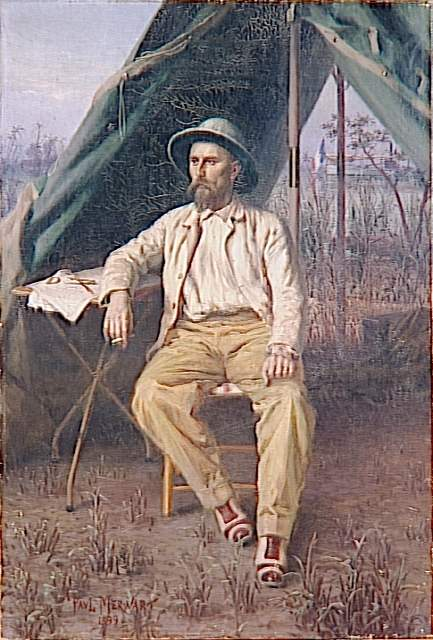
Émile Gentil, Gemälde von Paul Merwart

Émile Gentil (* 4. April 1866 in Volmunster, Département Moselle, Frankreich; † 30. März 1914 in Bordeaux) war ein französischer Kolonialadministrator.

## Biografie
Gentil trat nach der Schulausbildung in die Französische Marine ein und leitete als Marineoffizier zwischen 1895 und 1897 eine Expedition von Französisch-Kongo über den Schari zum Tschadsee und errichtete dabei das französische Protektorat über das islamische Sultanat Baguirmi.
Am 23. Januar 1899 wurde er zum Kommissar (Commissaire) der Region Schari ernannt und gehörte als solcher zu den Leitern des Feldzuges gegen den muslimischen Führer Rabih az-Zubayr, der am 22. April 1900 in der Schlacht bei Kousséri getötet wurde. In Gedenken an den am gleichen Tag gefallenen Kommandeur der französischen Truppen Amédée-François Lamy gründete Gentil am 29. Mai die Stadt Fort Lamy, die spätere Hauptstadt des Tschad.
Am 25. August 1900 verließ er Fort Lamy und fügte dem Tschad-Territorium am 5. September 1900 Fort-de-Possel in der heutigen Zentralafrikanischen Republik bei. Das Amt des amtierenden Kommissars der Region behielt er bis zum 2. Juli 1902.
Danach war er zunächst zwischen 1902 und 1906 Vizegouverneur des Mittelkongo (Moyen Congo) und zugleich von 1904 bis 1908 Generalkommissar (Commissaire Général) von Französisch-Kongo.